# حمزة عدنان
حمزة عدنان هو لاعب كرة قدم من مواليد 8 فبراير 1996 في البصرة، العراق يلعب حاليا لنادي الميناء في الدوري العراقي الممتاز.

## اللعب الدولي
في 3 أكتوبر 2015 شارك حمزة عدنان في أول مباراة دولية له مع العراق ضد الأردن وديا.

## روابط خارجية
- حمزة عدنان على موقع قاعدة بيانات كرة القدم.إي يو (الإنجليزية)
- حمزة عدنان على موقع Soccerway.com (الإنجليزية)
- حمزة عدنان على موقع كووورة